# Anne-Sophie Stefanini
Anne-Sophie Stefanini (née en 1982) est une écrivaine et éditrice française.

## Biographie

### Enfance et formation
Anne-Sophie Stefanini naît en 1982.  

### Carrière
Anne-Sophie Stefanini est éditrice. Elle devient directrice littéraire de Jean-Claude Lattès. Elle est notamment l'éditrice d'Abdourahman Wabéri, de Maryse Condé, d'Isabelle Sorente, d'Alice Giraud. Elle anime également des ateliers d’écriture. Elle créé en 2020 le prix Voix d'Afriques en partenariat avec RFI et La cité internationale des arts et a publié ainsi les romanciers Yaya Diomandé, Fann Attiki, Ernis et Nincemon Fallé.
Elle est également écrivaine. En 2011, elle publie Vers la mer, son premier roman.  
En 2017 parait Nos années rouges. Ce deuxième roman raconte l'histoire méconnue des pieds-rouges, des communistes venus en Algérie après l'indépendance pour aider les Algériens à bâtir une société différente.  
En 2020, elle publie Cette inconnue, qui met en mots le Cameroun d'hier et d'aujourd'hui. Il raconte l'histoire de Constance qui recherche, entre la France et le Cameroun, sa mère disparue alors qu'elle était enfant. Elle est lauréate du prix Jean Freustié 2020,. 
En 2024 sort Une femme a disparu, dans lequel elle part sur les traces d’une professeure enlevée à Yaoundé au Cameroun et fait écho à son précédent roman,. 

## Œuvres
- Une femme a disparu, 2024 (Stock)
- Cette inconnue, 2020 (Gallimard)
- Nos années rouges, 2017 (Gallimard)
- Vers la mer, 2011 (Jean-Claude Lattès)